# Scooby-Doo and Guess Who?
Scooby-Doo and Guess Who? (Scooby-Doo y compañía en España y Scooby-Doo y ¿quién crees tú? en Hispanoamérica) es una serie de televisión animada estadounidense producida por Warner Bros. Animation para Cartoon Network y Boomerang. Es la decimotercera entrega producida en la franquicia Scooby-Doo. La serie es producida por Chris Bailey.
El programa se estrenó en la servicio de transmisión y aplicación de Boomerang y el 27 de junio de 2019. También se estrenó en Cartoon Network el 8 de julio de 2019. En España se estrenó en marzo de 2020 en la plataforma HBO. El programa está calificado como TV-PG, por lo que esta es la primera serie de Scooby-Doo en recuperar rating que se eleva tras la cancelación de "Be Cool Scooby Doo!".
La serie ha sido renovada por segunda temporada según el productor Chris Bailey. La segunda temporada fue estrenada el 1 de octubre de 2020.

## Premisa
Scooby-Doo y ¿Quién crees tú? se enfoca en la pandilla Misterio a la Orden mientras resuelven misterios más grandes mientras se encuentran con muchas celebridades memorables, como en Las nuevas películas de Scooby-Doo. Las estrellas invitadas que se han anunciado para el programa incluyen a Chris Paul, Sia, Halsey, Ricky Gervais, Kenan Thompson, Wanda Sykes, Bill Nye, Neil deGrasse Tyson y Mark Hamill, junto con personajes como Fantasma Gracioso, Steve Urkel, Maguila Gorila, Sr. Peebles, Batman, Sherlock Holmes, Flash y Mujer Maravilla.
La serie es más una reinterpretación más actual de The New Scooby-Doo Movies de 1972, solo que adaptado a tiempos actuales con celebridades del momento.

## Personajes

### Personajes principales
- Frank Welker como Fred Jones, Scooby-Doo
- Grey Griffin como Daphne Blake
- Matthew Lillard como Shaggy Rogers
- Kate Micucci como Velma Dinkley

### Estrellas invitadas
- Kevin Conroy como Bruce Wayne / Batman (en "What a Night, For a Dark Knight!")[3]
- Ian James Corlett como Sherlock Holmes (en "Elementary, My Dear Shaggy!")
- John DiMaggio como Abraham Lincoln (en "A Mystery Solving Gang Divided")[4]
- Jim Gaffigan como él mismo (en "The Fastest Food Fiend!")
- Ricky Gervais como él mismo (en "Ollie Ollie In-Come Free!")

- Mark Hamill como Joker (en "What a Night, For a Dark Knight!"), el mismo (en "The Sword, the Fox, and the Scooby-Doo!") y el Bromista (en "One Minute Mysteries!")
- Rachel Kimsey como Wonder Woman (en "The Scooby of a Thousand Faces!")[5]
- Chris Paul como él mismo (en "Revenge of the Swamp Monster!")
- Penn y Teller como ellos mismos (en "The Cursed Cabinet of Professor Madds Markson!")[6]
- Sia como ella misma (en "Now You Sia, Now You Don't!")
- Wanda Sykes ella misma (en "Peebles' Pet Shop of Terrible Terrors!")
- Kenan Thompson como él mismo (en "Quit Clowning!")
- Steven Weber como Alfred Pennyworth (en "What a Night, For a Dark Knight!")
- Jaleel White como Steve Urkel, Urkel-Bot (en "When Urkel-Bots Go Bad!")
- Charlie Schlatter como The Flash (en "One Minute Mysteries!")
- "Weird Al" Yankovic como él mismo (en "Attack of the Weird Al-Osaurus!")[7]
- George Takei como él mismo
- Billy West y Tom Kenny como la pandilla Fantasma Gracioso
- Gigi Hadid como ella misma.

## Episodios

### Temporada 1 (2019-2020)
| No. en serie | No. en temp. | Título                                                                                            | Invitado                         | Dirigido por | Escrito por                         | Fecha de emisión original | Fecha de emisión en Latinoamérica                                             |
| --- | ------------ | ------------------------------------------------------------------------------------------------- | -------------------------------- | ------------ | ----------------------------------- | ------------------------- | ----------------------------------------------------------------------------- |
| 1 | 1            | «La revancha del monstruo del pantano» «Revenge of the Swamp Monster!»                            | Chris Paul                       | Jae Kim      | Michael Ryan                        | 27 de junio de 2019       | 4 de febrero de 2020                                                          |
| Después de que Mystery Inc. resuelve el misterio del Hombre Abeja de Alcatraz, los llevan en avión a Florida, donde Shaggy será el caddie del jugador de baloncesto y fanático de los bolos de los Houston Rockets, Chris Paul, en un evento de golf benéfico para recaudar fondos para una escuela de artes en dificultades, que al borde de la quiebra debido a que un monstruo del pantano causó problemas en el torneo. Villano: Monstruo del Pantano/Caddie |              |                                                                                                   |                                  |              |                                     |                           |                                                                               |
| 2 | 2            | «Una pandilla resuelve misterios dividida» «A Mystery Solving Gang Divided»                       | Abraham Lincoln                  | Frank Paur   | Mark Hoffmeier                      | 2 de julio de 2019        | 7 de noviembre de 2019 (Cartoon Network) 8 de noviembre de 2019 (Boomerang)   |
| Mystery Inc. recibe una llamada de Chambersburg, Pensilvania, un campo de batalla cercano a Gettysburg, Pensilvania, para resolver el misterio de los soldados zombis fantasmas de la Guerra Civil, solo para toparse con la tripulación de The Funky Phantom. Aunque ambos equipos de resolución de misterios se involucran en conflictos posteriores hasta que el Fantasma de Abraham Lincoln sugiere que deben trabajar juntos y guardar el misterio para el final de una vez por todas. Villano: Sargento Fantasma/Jebb |              |                                                                                                   |                                  |              |                                     |                           |                                                                               |
| 3 | 3            | «La terrible tienda de mascotas del terror de Peebles» «Peebles' Pet Shop of Terrible Terrors!»   | Wanda Sykes y Maguila Gorila     | Mike Milo    | Caroline Farah                      | 11 de julio de 2019       | 9 de enero de 2020 (Cartoon Network) 11 de febrero de 2020 (Boomerang)        |
| Un huevo que fue entregado a la megatienda de suministros para mascotas de Peebles se convierte en un pez monstruo y se lleva al Sr. Peebles. Más tarde, Scooby y la pandilla llegan a la escena del crimen y rescatan a la pasante del Sr. Peebles, Wanda Sykes, quien está ayudando a salvar a un grupo de animales en adopción en una tienda de artículos para mascotas. Ahora, nuestros héroes y Wanda no solo deben salvar la tienda y los animales, sino también sus propias vidas. Mientras Mystery Inc. y Wanda trabajan para resolver el misterio, también tienen un encuentro con Magilla Gorilla. Villano: Pez Monstruo/Señor Peebles |              |                                                                                                   |                                  |              |                                     |                           |                                                                               |
| 4 | 4            | «Elemental, mi querido Shaggy» «Elementary, My Dear Shaggy!»                                      | Sherlock Holmes                  | Mike Milo    | Michael Ryan                        | 18 de julio de 2019       | 14 de noviembre de 2019 (Cartoon Network) 15 de noviembre de 2019 (Boomerang) |
| Cuando Scooby y la pandilla están de gira por Londres, se topan con horribles calaveras gritando de leyenda inglesa. Forman equipo con un hombre que dice ser nada menos que Sherlock Holmes. Además, durante este tiempo, se refiere a Velma como la Dra. Watson y a Shaggy como la Sra. Hudson. Villanos: Screaming Skulls/Beefeater y Guardia de Seguridad |              |                                                                                                   |                                  |              |                                     |                           |                                                                               |
| 5 | 5            | «Ollie, Ollie, ya puedes salir» «Ollie Ollie In-Come Free!»                                       | Ricky Gervais                    | Mike Milo    | Mike Ryan                           | 25 de julio de 2019       | 25 de febrero de 2020                                                         |
| En Londres, Mystery Inc. visita a Ricky Gervais cuando una momia gato llega sin previo aviso desde su puerta con una conexión con la diosa egipcia Bast. A este paso, la pandilla acepta evitar que la estatua de Bast caiga en las manos equivocadas. Villano: Momia Gato/Comerciante de Antigüedades |              |                                                                                                   |                                  |              |                                     |                           |                                                                               |
| 6 | 6            | «El Scooby de las mil caras» «The Scooby of a Thousand Faces!»                                    | Mujer Maravilla                  | Gavin Dell   | Caroline Farah                      | 1 de agosto de 2019       | 16 de enero de 2020 (Cartoon Network) 18 de febrero de 2019 (Boomerang)       |
| Mientras está de vacaciones en Grecia, Mystery Inc. se ve atrapado en una pelea uno a uno entre un Minotauro y la Mujer Maravilla. Aunque a Scooby-Doo le gusta la Mujer Maravilla, Daphne y Velma son las únicas elegidas para ayudar a Mujer Maravilla a acabar con su último objetivo, dejando a Shaggy y Fred sintiéndose excluidos. Villano: Minotauro/Curador |              |                                                                                                   |                                  |              |                                     |                           |                                                                               |
| 7 | 7            | «El gabinete maldito del profesor Madds Markson» «The Cursed Cabinet of Professor Madds Markson!» | Penn & Teller                    | Frank Paur   | Michael Ryan                        | 8 de agosto de 2019       | 3 de marzo de 2020 (Boomerang)                                                |
| Cuando nuestra pandilla de resolución de misterios acepta la invitación para pasar una noche en el embrujado Hotel Savannah en Las Vegas antes de su demolición controlada, descubren que no están solos. Los magos Penn & Teller también han aceptado el desafío mientras se enfrentan al fantasma de Madds Markson y su monstruo. Villano: Fantasma de Madds Markson y Madds Markson Monster/Teller |              |                                                                                                   |                                  |              |                                     |                           |                                                                               |
| 8 | 8            | «El día que el Urkel-Bot enloqueció» «When Urkel-Bots Go Bad!»                                    | Steve Urkel                      | Mike Milo    | Thomas Krajewski                    | 15 de agosto de 2019      | 10 de marzo de 2020 (Boomerang)                                               |
| Cuando un desesperado Steve Urkel (Jaleel White, repitiendo a su famoso personaje de Family Matters) recurre a Mystery Inc. en busca de ayuda para rastrear su Urkel-Bot en Chicago, se topan con un misterio más profundo con la aparición del Tecnomante que tiene la habilidad para controlar todos los robots!. Villana: Tecnomante/Conserje |              |                                                                                                   |                                  |              |                                     |                           |                                                                               |
| 9 | 9            | «El caso de la comida muy rápida» «The Fastest Food Fiend!»                                       | Jim Gaffigan                     | Frank Paur   | Caroline Farah                      | 22 de agosto de 2019      | 21 de octubre de 2020 (Cartoon Network) 27 de octubre de 2020 (Boomerang)     |
| Cuando Scooby y Shaggy compiten en una competencia de comida rápida, se encuentran con su último desafío comiendo contra el comediante Jim Gaffigan mientras compiten con el Velocista Espectral que está tratando de evitar que la competencia termine. Villano: Velocista Espectral/Bill Tally |              |                                                                                                   |                                  |              |                                     |                           |                                                                               |
| 10 | 10           | «El ataque del Weirdalosaurio» «Attack of the Weird Al-Osaurus!»                                  | "Weird Al" Yankovic              | Gavin Dell   | Mark Hoffmeier                      | 29 de agosto de 2019      | 14 de octubre de 2020 (Cartoon Network) 20 de octubre de 2020 (Boomerang)     |
| Conduciendo a través de las Montañas Rocosas, la pandilla de Mystery Inc. se topa con un polizón, en la forma de "Weird Al" Yankovic, quien les advierte sobre un horrible Allosaurus que está lloviendo implacablemente en su campamento local junto a otro dinosaurio no especificado. Villanos: Dos dinosaurios/Pete y Pete |              |                                                                                                   |                                  |              |                                     |                           |                                                                               |
| 11 | 11           | «Ahora me ves, ahora no me ves» «Now You Sia, Now You Don't!»                                     | Sia                              | Mike Milo    | Caroline Farah                      | 5 de septiembre de 2019   | 28 de octubre de 2020 (Cartoon Network) 3 de noviembre de 2020 (Boomerang)    |
| En Palm Springs, después de que Mystery Inc. recibe una llamada de la cantante y compositora Sia, les presenta una historia sobre un infame ladrón de joyas que ha tomado la forma de Sia como un doppelgänger fantasmal que roba innumerables diamantes, lo que lleva a Sia a agua caliente. Villana: Sia Doppelgänger/Entrenadora de Sia |              |                                                                                                   |                                  |              |                                     |                           |                                                                               |
| 12 | 12           | «El misterio del payaso» «Quit Clowning!»                                                         | Kenan Thompson                   | Sean Bishop  | Annalise LaBianco & Jeffery Spancer | 12 de septiembre de 2019  | 11 de noviembre de 2020                                                       |
| En Atlanta, Shaggy y Scooby llevan a la pandilla a conocer a su buen amigo Kenan Thompson, quien se prepara para transmitir su propio teletón por primera vez en la historia. Cuando un payaso fantasma llamado Pazzo ataca, Mystery Inc. debe ayudar a Thompson a salvar el teletón. Villano: Pazzo el payaso fantasma/AJ Dobbs |              |                                                                                                   |                                  |              |                                     |                           |                                                                               |
| 13 | 13           | «Qué noche para El Caballero de la Noche» «What a Night, For a Dark Knight!»                      | Batman                           | Chris Bailey | Michael Ryan                        | 19 de septiembre de 2019  | 7 de octubre de 2020 (Cartoon Network) 13 de octubre de 2020 (Boomerang)      |
| Después de que el "tío" de Daphne, Alfred Pennyworth, es secuestrado por Man-Bat, depende de Batman recuperarlo con un poco de ayuda de Mystery Inc. Si bien originalmente se sospechó que Kirk Langstrom se convirtió nuevamente en Man-Bat, Batman descubre que todavía está encarcelado en Arkham Asylum, lo que significa que alguien más se hace pasar por Man-Bat. Villano: Man-Bat/Joker |              |                                                                                                   |                                  |              |                                     |                           |                                                                               |
| 14 | 14           | «El temible fantasma de la universidad psíquica» «The Nightmare Ghost of Psychic U!»              | Whoopi Goldberg                  | Frank Paur   | Caroline Farah                      | 2 de julio de 2020        | 4 de noviembre de 2020                                                        |
| Mientras conducen a través de montañas nevadas, Mystery Inc. se encuentra con una universidad remota donde conocen a Whoopi Goldberg, quien es estudiante de la universidad. Aquí, la pandilla debe evitar que la universidad cierre antes de que Whoopi pueda graduarse, mientras se enfrenta al fantasma de la pesadilla. Villana: El fantasma de la pesadilla/La dama de la cafetería |              |                                                                                                   |                                  |              |                                     |                           |                                                                               |
| 15 | 15           | «La espada, el zorro y Scooby-Doo» «The Sword, The Fox, and the Scooby-Doo!»                      | Mark Hamill                      | Mike Milo    | Thomas Krajewski                    | 2 de julio de 2020        | 18 de noviembre de 2020                                                       |
| Mientras están en Japón, la pandilla ayuda a Mark Hamill a rescatar a su antiguo maestro de teatro de la escuela secundaria, el Sr. Berle, que fue secuestrado por un zorro monstruo. La investigación de la escena del crimen revela un sótano secreto debajo del piso y al propio monstruo, que los atrapa bajo una pila de escombros que se derrumban. Hamill convence a Scooby de desenterrarlos usando un 'truco de la Mente Jedi', que los lleva directamente a un túnel subterráneo y huellas del zorro monstruo. El misterio solo se profundiza cuando las huellas del monstruo conducen a un antiguo templo japonés, del que se rumorea que alberga una espada antigua y valiosa que aún se encuentra escondida en algún lugar del interior hasta el día de hoy. Villano: Zorro Monstruo/Entrenador Roachner |              |                                                                                                   |                                  |              |                                     |                           |                                                                               |
| 16 | 16           | «Misterios de un minuto» «One Minute Mysteries!»                                                  | Flash                            | Sean Bishop  | Michael Ryan                        | 2 de julio de 2020        | 25 de noviembre de 2020                                                       |
| Barry Allen quiere pasar el rato con sus amigos favoritos Shaggy y Scooby para comer en Big Belly Burger más a menudo, pero no puede debido a que siempre tienen que irse para ayudar a resolver misterios. Decidiendo ayudar a la pandilla como Flash, rápidamente se pone de puntillas resolviendo los misterios demasiado rápido y encarcelando a los villanos en la Penitenciaría Iron Heights, lo que genera tensiones crecientes entre el grupo. Flash acepta ralentizar las cosas y correr a "velocidad normal", pretendiendo estar en peligro de muerte mientras todos los demás corren por sus vidas. Mientras tanto, en el fondo, se desarrolla una trama de un oso de peluche vivo gigante para obligar a Flash a revelar su identidad secreta al mundo. - Villano: Oso de peluche gigante /El Bromista - Nota: Otros villanos clásicos y sus identidades, en orden de aparición ~ Miner Forty-Niner de "Mine Your Own Business", el fantasma del Capitán Cutler / Capitán Cutler de "Una pista para Scooby-Doo", The Spooky Space Kook / Henry Bascomb de "Spooky Space Kook", el fantasma de la nieve / Mr. Greenway de "Eso es Snow Ghost", el Fantasma de Redbeard / CL Magnus de "Go Away Ghost Ship", el Caballero Negro / Mr. Wickles de "Qué noche para un caballero", la bruja de "¿Qué bruja es bruja?", el médico brujo / Buck Masters de "Decoy for a Dognapper", El Fantasma / Bluestone the Great de "Hassle in the Castle", Charlie el robot de "Foul Play in Funland" y The Creeper / Mr. Carswell de "Jeepers, It's the Creeper". |              |                                                                                                   |                                  |              |                                     |                           |                                                                               |
| 17 | 17           | «Caballeros de Hollywood» «Hollywood Knights!»                                                    | George Takei                     | Mike Milo    | Michael Ryan                        | 2 de julio de 2020        | 9 de diciembre de 2020                                                        |
| La pandilla investiga una finca encantada que pertenece al fallecido director de Hollywood Cecil D. Darrington (basado en Cecil B. DeMille) a pedido de George Takei, quien actualmente se desempeña como guía turístico. El verdadero dueño de la casa se desconoce actualmente y el gobierno lo incautará dentro de unas semanas antes de ser subastado al mejor postor. Para empeorar las cosas, las armaduras están cobrando vida gracias al Caballero Fantasma del duque Doom-Bringer, y finalmente se lleva al dueño legítimo de la casa; la excéntrica y solitaria Darla Darrington. Villano: El fantasma de The Doom Bringer/Jimmy el jardinero |              |                                                                                                   |                                  |              |                                     |                           |                                                                               |
| 18 | 18           | «El subterráneo neoyorkino» «The New York Underground!»                                           | Halsey                           | Mike Milo    | Michael Ryan                        | 2 de julio de 2020        | 16 de diciembre de 2020 (Cartoon Network)                                     |
| Scooby sorprende a Shaggy al introducirlo en secreto en un golpe de poesía contra Halsey, y el ganador recibe una llave de bronce antigua de la ciudad. El golpe de poesía se interrumpe cuando un Monstruo Hombre Cocodrilo ataca, roba la llave y escapa con ella, pero no antes de que una impresión de la llave se convierta en un burrito pegado al estómago de Scooby. Usando la impresión, pueden hacer una réplica con un símbolo en la llave que los lleva al misterioso metro de Nueva York, un extraño café donde los clientes pagan la comida con poesía, el Guardián del conocimiento y los misterios que se encuentran más allá. Villano: Monstruo Hombre Cocodrilo/Poeta Slam Promoter |              |                                                                                                   |                                  |              |                                     |                           |                                                                               |
| 19 | 19           | «Teman a la bestia de fuego» «Fear of the Fire Beast!»                                            | Steve Buscemi                    | Frank Paur   | Caroline Farah                      | 2 de julio de 2020        | 23 de diciembre de 2020 (Cartoon Network)                                     |
| Mystery Inc. está en Sicilia rastreando a un Monstruo de Fuego del Monte Etna que aparentemente está cazando a Steve Buscemi, actualmente en el país visitando a su familia. Además de esto, todos piensan que es un gánster vicioso con Steve constantemente tratando de explicar que es solo un actor en vano. Además, también deberá afrontar y superar su mayor miedo... ¡ardillas!. Villano: Monstruo de fuego del monte Etna / Nana Buscemi |              |                                                                                                   |                                  |              |                                     |                           |                                                                               |
| 20 | 20           | «Demasiados monos» «Too Many Dummies!»                                                            | Jeff Dunham y Darci Lynne Farmer | Sean Bishop  | Michael Ryan                        | 2 de julio de 2020        | 24 de febrero de 2021 (Cartoon Network)4 de febrero de 2021 (Boomerang)       |
| Scooby y la pandilla son contratados para entregar un muñeco espeluznante llamado Crazy Karl a una competencia de ventrílocuos por parte del organizador del evento llamado Baz Bozzington. Jeff Dunham y Walter junto a Darci Lynne Farmer y Petunia asisten como jueces famosos cuando Karl aparentemente cobra vida y ataca a un guardia de seguridad cercano. Para complicar las cosas está el motel deteriorado en el que se están quedando, donde tanto la dueña como su hijo quieren hacer de Petunia y Walter una parte permanente de su colección de muñecas. Villano: Crazy Karl (interpretado por Baz Bozzington) Nota: Este episodio se inspira en las películas de Hollywood Chucky: el muñeco diabólico y Psicosis. |              |                                                                                                   |                                  |              |                                     |                           |                                                                               |
| 21 | 21           | «La maestra de baile del caos» «Dance Matron of Mayhem!»                                          | Maddie Ziegler                   | Mike Milo    | Caroline Farah                      | 2 de julio de 2020        | 13 de enero de 2021 (Cartoon Network)                                         |
| Maddie Ziegler ganó un estudio de danza en una competencia de danza con la condición de que se reabriera o, de lo contrario, la ciudad confiscará la propiedad y la demolerá para dar paso a un estacionamiento. Lo que dificulta las cosas es el fantasma del propietario anterior, que murió 30 años antes, causando estragos en el edificio y evitando que el estudio vuelva a abrir. Maddie invita a Daphne durante su último intento de reabrir, pero la pandilla llega solo para encontrar las secuelas del último desastre. La única esperanza de Maddie de apaciguar al fantasma es un movimiento de baile increíblemente complicado llamado 'El triángulo Zorbrinski'; un movimiento tan difícil, solo la propia Madame Zorbrinski lo ha hecho alguna vez. Villana: El fantasma de Madame Zorbrinski / Madame Zorbrinski Nota: Los créditos finales la titulan como 'Señora Zorbinsky', a pesar de que se pronuncia Zorbrinski durante todo el episodio. Incluso se explica como tal en "subtítulos" animados en un momento durante el episodio; que aparece en la pantalla debajo de un hablante que no habla inglés. |              |                                                                                                   |                                  |              |                                     |                           |                                                                               |
| 22 | 22           | «La novia embrujada de la mansión Wainsly» «The Wedding Witch of Wainsly Hall!»                   | Jeff Foxworthy                   | Frank Paur   | Michael Ryan                        | 2 de julio de 2020        | 20 de enero de 2021 (Cartoon Network)                                         |
| Jeff Foxworthy es contratado como conductor de camión para transportar una casa conocida como Wainsly Hall antes de que se construya una interestatal de seis carriles en la parte superior del terreno, pero es perseguido por la bruja de la boda, lo que impide su eliminación. Según la leyenda, se trata del fantasma de una mujer que quedó en el altar y cuya depresión y autodesprecio supuestamente la llevaron a convertirse en bruja. Villana: La bruja de la boda de Wainsly Hall/La Chef del camión de comida |              |                                                                                                   |                                  |              |                                     |                           |                                                                               |
| 23 | 23           | «¡Un recorrido por el tiempo!» «A Run Cycle Through Time!»                                        | Malcolm McDowell                 | Sean Bishop  | Benjamin Townsend                   | 2 de julio de 2020        | 27 de enero de 2021 (Cartoon Network)                                         |
| A petición de Malcolm McDowell, la pandilla viaja a su propiedad en las afueras de Santa Bárbara, California, para ayudar a resolver el misterio de Chronobeast y por qué lo persigue. Mientras filmaba una película de Hollywood sobre viajes en el tiempo décadas antes, se interesó profundamente en la física teórica detrás del viaje en el tiempo real en la vida real, descifrando el código después de muchos años de investigación. Los escolta a su laboratorio subterráneo secreto antes de mostrar su máquina del tiempo; hecho en forma de un carrusel accionado por pedal con bicicletas de estilo antiguo 'Big Wheel' en la pista exterior. Velma apenas tiene tiempo para recibir una llamada de su yo futuro antes de que Chronobeast esté pisándoles los talones, dejando la máquina del tiempo como su única vía de escape. Villano: Chronobeast/Malcolm McDowell Nota: La película a la que se hace referencia en este episodio es Time After Time con Malcolm construyendo un control remoto para su laboratorio en forma de un reloj de bolsillo de latón antiguo notablemente similar al que pertenece a Jack el Destripador en la película. |              |                                                                                                   |                                  |              |                                     |                           |                                                                               |
| 24 | 24           | «Un maleficio sobre ti» «I Pu* A Hex On You!»                                                     | Las Hex Girls                    | Frank Paur   | Thomas Krajewski                    | 2 de julio de 2020        | 3 de febrero de 2021 (Cartoon Network)                                        |
| Llega un paquete misterioso de un fan anónimo para Hex Girl Thorn que contiene la guitarra maldita de Ester Moonkiller. Thorn decide usarlo en su concierto más tarde esa noche en Cincinnati, y uno de sus roadies, Tiny, lo sintoniza a tiempo para el espectáculo. Afinar y luego tocar dicha guitarra hace que Tiny se vuelva balístico, destrozando todo en el sitio en la casa de Thorn, y más tarde en el backstage del concierto. Con Daphne maquillándose, la pandilla está cerca para ayudarlo antes de que las Hex Girls se hagan pasar por 'Rock and Roll'. El fantasma de Ester Moonkiller aparece en el escenario para maldecir a todos en el concierto, con las personalidades de Thorn y Luna convirtiéndose en polos opuestos de su yo normal después de tocar la guitarra maldita, amenazando con poner fin a sus carreras. Villana: El fantasma de Ester Moonkiller / Xander |              |                                                                                                   |                                  |              |                                     |                           |                                                                               |
| 25 | 25           | «El lamento musical del hombre lobo preparatoriano» «The High School Wolfman's Musical Lament!»   | Christian Slater                 | Mike Milo    | Michael Ryan                        | 2 de julio de 2020        | 10 de febrero de 2021 (Cartoon Network)                                       |
| En un episodio especial similar a un musical de Broadway, Mystery Inc. son atacados por un hombre lobo que salta sobre la Mystery Machine, provocando que se estrellen contra el cercano río Hudson. Christian Slater los ve pasar cerca, vio el logo en la camioneta y termina contratándolos para localizar a dicho Hombre Lobo; un hombre lobo con historia. En el baile de graduación original de Slater hace décadas, el Hombre Lobo lo atacó y lo destruyó, lo que provocó que el baile de graduación de maquillaje se lleva a cabo actualmente en su alma mater con el Hombre Lobo acercándose una vez más. Mientras Mystery Inc. busca al hombre lobo, también deben enfrentarse a una misteriosa mujer con un pasado. Villano: Hombre lobo / Christian Slater |              |                                                                                                   |                                  |              |                                     |                           |                                                                               |
| 26 | 26           | «Scooby en la estación espacial» «Space Station Scooby»                                           | Neil deGrasse Tyson y Bill Nye   | Sean Bishop  | Annalisa LaBianco y Jeffrey Spencer | 2 de julio de 2020        | 2 de diciembre de 2020 (Cartoon Network)                                      |
| Velma y la pandilla están invitados a ayudar a Bill Nye, el científico, a probar su nuevo viajero espacial experimental, pero las cosas se ponen feas cuando se encuentran con solo un silencio inquietante y la tripulación desaparecida de la estación espacial multinacional. Siguen el sonido de golpes desiguales en una puerta cerrada electrónicamente con Bill y Velma reconociéndola como código Morse. Usando el mensaje tapizado, Nye ingresa el código en el teclado que abre la puerta para revelar a Neil deGrasse Tyson. Explicando rápidamente el monstruo de la semana, un tardígrado gigante (u oso de agua) aparece poco después, amenazando no solo a la misión, sino también a toda la estación. Villanos: Monstruo tardígrado/Jacques-Pierre y Pierre-Jacques |              |                                                                                                   |                                  |              |                                     |                           |                                                                               |

### Temporada 2 (2020 - 2022)
| N.º en serie | N.º en temp. | Título | Invitado                                                   | Dirigido por   | Escrito por       | Fecha de emisión original | Fecha de emisión en Latinoamérica                                                                            |
| --- | ------------ | --- | ---------------------------------------------------------- | -------------- | ----------------- | ------------------------- | --- |
| 27 | 1            | «El Fantasma, el Perro que Habla y la Salsa Muy Muy Picante» «The Phantom, The Talking Dog, and the Hot Hot Hot Sauce!» | Kacey Musgraves                                            | Frank Paur     | Thomas Krajewski  | 1 de octubre de 2020      | 1 de octubre de 2021 (HBO Max) 4 de octubre de 2021 (Cartoon Network)                                        |
| Daphne lleva a la pandilla a ver a su famosa mejor amiga Kacey Musgraves en Nashville, donde actúa y el fantasma de un hombre llamado Tallis Taggert anda suelto y ataca a artistas que no le gustan. Villano: Fantasma de Tallis Taggert/John Lupointe |              | |                                                            |                |                   |                           | |
| 28 | 2            | «El Último Prisionero» «The Last Inmate!»                                                                               | Morgan Freeman                                             | Sean Bishop    | Michael Ryan      | 1 de octubre de 2020      | 1 de octubre de 2021 (HBO Max)                                                                               |
| Mystery Inc. junto con Morgan Freeman investigan una vieja prisión, abandonada durante 100 años por supuestamente ser perseguidos por el fantasma de Jean Lebeau. Villano: Fantasma de Jean Lebeau/Jeremy y Jeanene Snickersen |              | |                                                            |                |                   |                           | |
| 29 | 3            | «El Horrible Hospital Embrujado del Dr. Phineas Phrag» «The Horrible Haunted Hospital of Dr. Phineas Phrag!»            | Kristen Schaal                                             | Sean Bishop    | Caroline Farah    | 1 de octubre de 2020      | 1 de octubre de 2021                                                                                         |
| Mystery Inc. y Kristen Schaal investigan un hospital embrujado con el fantasma de un médico de los años 50 llamado Phineas Phrag. Villano: Monstruo de Phineas Phrag/Big Bob McAllister |              | |                                                            |                |                   |                           | |
| 30 | 4            | «El Salchiperro Caliente» «The Hot Dog Dog!»                                                                            | Joey Chestnut                                              | Mike Milo      | Benjamin Townsend | 1 de octubre de 2020      | 1 de octubre de 2021 (HBO Max) 11 de octubre de 2021 (Cartoon Network)                                       |
| Un monstruo árbol llamado Gnarled One ataca a Shaggy y Scooby-Doo cuando están en un concurso de comer perritos calientes con Joey Chestnut. Villano: The Gnarled One/Big Eddy Eats |              | |                                                            |                |                   |                           | |
| 31 | 5            | «Un Misterio Móvil» «A Moveable Mystery!»                                                                               | Gigi Hadid                                                 | Sean Bishop    | Caroline Farah    | 1 de octubre de 2020      | 1 de octubre de 2021 (HBO Max) 18 de octubre de 2021 (Cartoon Network)                                       |
| Mientras están en París durante la Semana de la Moda, la pandilla ayuda a la modelo Gigi Hadid después del ataque de una gárgola. Villano: Gárgola/Cache Blanc |              | |                                                            |                |                   |                           | |
| 32 | 6            | «El Festín del Dr. Frankenfooder» «The Feast of Dr. Frankenfooder!»                                                     | Alton Brown                                                | Frank Paur     | Ben Lapides       | 1 de octubre de 2020      | 1 de octubre de 2021 (HBO Max) 25 de octubre de 2021 (Cartoon Network)                                       |
| Shaggy y Scooby hacen lo inesperado y dan la bienvenida a una visita a un castillo encantado en Alemania porque el famoso chef Alton Brown estará allí. También deben enfrentarse a un monstruo creado por el conocido científico loco de alimentos, el Dr. Frankenfooder. Villano: Monstruo de Frankenfooder/Alton Brown |              | |                                                            |                |                   |                           | |
| 33 | 7            | «Una Moda Pesadilla» «A Fashion Nightmare!»                                                                             | Tim Gunn                                                   | Mike Milo      | Rob Hoegee        | 1 de octubre de 2020      | 1 de octubre de 2021 (HBO Max) 3 de noviembre de 2021 (Cartoon Network)                                      |
| Mystery Inc. se encuentra con Tim Gunn mientras investiga el avistamiento de un operador de ascensor fantasma que acecha a los grandes almacenes Dergfall Boldman. Villano: Fantasma del operador de elevador/Marla |              | |                                                            |                |                   |                           | |
| 34 | 8            | «Scooby sobre Hielo» «Scooby on Ice!»                                                                                   | Tara Lipinski                                              | Sean Bishop    | Laura Sreebny     | 1 de octubre de 2020      | 1 de octubre de 2021 (HBO Max) 10 de noviembre de 2021 (Cartoon Network)                                     |
| Mystery Inc. se dirige a Austria para los Juegos Internacionales de Hielo, donde se encuentran con la campeona de patinaje artístico Tara Lipinski. Durante este tiempo, deben lidiar con un monstruo de nieve llamado el Diablo de la nieve. Villano: Diablo de la nieve/Johann Stever |              | |                                                            |                |                   |                           | |
| 35 | 9            | «El Cavernícola del Medio Tubo» «Caveman on the Half Pipe!»                                                             | Chloe Kim                                                  | Frank Paur     | Michael Ryan      | 1 de octubre de 2020      | 1 de octubre de 2021 (HBO Max) 17 de noviembre de 2021 (Cartoon Network) 25 de noviembre de 2021 (Boomerang) |
| Un cavernícola descongelado asusta en las laderas de las Montañas Rocosas donde Mystery Inc. se encuentra con la medallista de oro en snowboard Chloe Kim. Villano: Cavernícola/Instructor de esquí |              | |                                                            |                |                   |                           | |
| 36 | 10           | «La Joya de la Corona del Box» «The Crown Jewel of Boxing!»                                                             | Laila Ali                                                  | Mike Milo      | Caroline Farah    | 1 de octubre de 2020      | 1 de octubre de 2021 (HBO Max) 24 de noviembre de 2021 (Cartoon Network)                                     |
| Un robot sabotea la apertura de un museo de boxeo creado por la profesional del boxeo Laila Ali. Villano: Robot (manipulado y controlado por el proveedor) |              | |                                                            |                |                   |                           | |
| 37 | 11           | «¡El internet de la casa embrujada de la colina!» «The Internet on Haunted House Hill!»                                 | Liza Koshy                                                 | Sean Bishop    | Benjamin Townsend | 1 de octubre de 2020      | 1 de octubre de 2021 (HBO Max) 1 de diciembre de 2021 (Cartoon Network)                                      |
| Al llegar a un Thraber Estate embrujado, Shaggy y Scooby-Doo se encuentran con su amiga Liza Koshy. Mientras participan en los trepidantes videos de Internet de Liza, también deben lidiar con los ataques causados por el Fantasma de Charles M. Thraber. Villano: Fantasma de Charles M. Thraber/El cuidador |              | |                                                            |                |                   |                           | |
| 38 | 12           | «El susto de la séptima entrada» «The 7th Inning Scare!»                                                                | Macklemore                                                 | Frank Paur     | Ben Lapides       | 1 de octubre de 2020      | 1 de octubre de 2021 (HBO Max) 8 de diciembre de 2021 (Cartoon Network)                                      |
| Una misteriosa invitación a un juego de béisbol permite un encuentro casual entre Mystery Inc. y el rapero Macklemore, el último de los cuales está siendo atacado por una mascota fantasma. Villano: Fantasma Mascota/Macklemore y Bevin |              | |                                                            |                |                   |                           | |
| 39 | 13           | «¡La temida nueva versión de Jekyll y Hyde!» «The Dreaded Remake of Jekyll & Hyde!»                                     | Sandy Duncan                                               | Mike Milo      | Caroline Farah    | 1 de octubre de 2020      | 1 de octubre de 2021 (HBO Max) 15 de diciembre de 2021 (Cartoon Network)                                     |
| Sandy Duncan está haciendo una nueva película de Jekyll y Hyde solo para que el set sea atacado por un monstruo Hyde de la vida real. Villano: Monstruo de Hyde/Tabitha Nota: Este episodio es una devolución de llamada al episodio "Sandy Duncan's Jekyll and Hyde" de Las nuevas películas de Scooby-Doo, que tenía una trama similar que también involucraba a Sandy Duncan, un Sr. Hyde similar, y un homenaje al personaje Zalia Z. Fairchild, quien era la culpable en el episodio original. |              | |                                                            |                |                   |                           | |
| 40 | 14           | «Jeopardy! Total» «Total Jeopardy!»                                                                                     | Alex Trebek y Johnny Gilbert                               | Frank Paur     | Ben Lapides       | 13 de noviembre de 2020   | 28 de enero de 2022 (HBO Max) 14 de marzo de 2022 (Cartoonito)                                               |
| El episodio es una referencia al "The IBM Challenge" (Desafío IBM) de 2011 en el que la inteligencia artificial Watson juega un empate a dos piernas contra Jeopardy! los campeones Brad Rutter (5 victorias, ganó tres torneos importantes de todos los tiempos) y Ken Jennings (74 victorias después del cambio de reglas de 2003, nombrado presentador interino dos semanas después de la muerte de Trebek, un papel que rota hasta el día de hoy). Villano: Max Kilobyte Nota: Este episodio fue lanzado cinco días después de la muerte de Trebek por cáncer de páncreas el 8 de noviembre de 2020 y dedicado a la familia Trebek. Producida con la cooperación de Sony Pictures Television, propietaria de Jeopardy! franquicia. |              | |                                                            |                |                   |                           | |
| 41 | 15           | «El oscuro merendero de la Ruta 66» «Dark Diner of Route 66!»                                                           | Axl Rose                                                   | Mike Milo      | Caroline Farah    | 25 de febrero de 2021     | 28 de enero de 2022 (HBO Max) 4 de abril de 2022 (Cartoonito)                                                |
| Villano: Mud Men/El cocinero, la mesera y el concerje |              | |                                                            |                |                   |                           | |
| 42 | 16           | «Los tenis perdidos del Amazonas» «Lost Soles of Jungle River!»                                                         | Jason Sudeikis                                             | Frank Paur     | Michael Ryan      | 1 de octubre de 2021      | 29 de diciembre de 2021                                                                                      |
| Villano: El Hombre Serpiente/Empleado de tienda de zapatos |              | |                                                            |                |                   |                           | |
| 43 | 17           | «El tao de Scoob» «The Tao of Scoob!»                                                                                   | Lucy Liu                                                   | Mike Milo      | Caroline Farah    | 1 de octubre de 2021      | 28 de enero de 2022 (HBO Max) 2 de febrero de 2022 (Cartoon Network)                                         |
| Villano: Monstruo Escultura/Jimmy la paloma |              | |                                                            |                |                   |                           | |
| 44 | 18           | «El retorno del llavero» «Returning of the Key Ring!»                                                                   | Sean Astin                                                 | Sean Bishop    | Benjamin Townsend | 1 de octubre de 2021      | 28 de enero de 2022 (HBO Max) 9 de febrero de 2022 (Cartoon Network)                                         |
| Villano: Monstruo del Hombre Verde/Señora del departamento de jardines |              | |                                                            |                |                   |                           | |
| 45 | 19           | «TBA» «Cher, Scooby and the Sargasso Sea!»                                                                              | Cher                                                       | Frank Paur     | Caroline Farah    | 1 de octubre de 2021      | 28 de enero de 2022 (HBO Max) 16 de febrero de 2022 (Cartoon Network)                                        |
| Villano: Hombre Tiburón/Capitán Kirby y First Mate Nash |              | |                                                            |                |                   |                           | |
| 46 | 20           | «Las minas perdidas del Kilimanjaro» «The Lost Mines of Kilimanjaro!»                                                   | Jessica Biel                                               | Mike Milo      | Caroline Farah    | 1 de octubre de 2021      | 28 de enero de 2022 (HBO Max) 23 de febrero de 2022 (Cartoon Network)                                        |
| Villano: Gorila gigante/Gorila real |              | |                                                            |                |                   |                           | |
| 47 | 21           | «TBA» «The Legend of the Gold Microphone!»                                                                              | Joseph Simmons                                             | Frank Paur     | Michael Ryan      | 1 de octubre de 2021      | 28 de enero de 2022 (HBO Max) 2 de marzo de 2022 (Cartoon Network)                                           |
| Villano: Fantasma de Tabb Tatters y Esqueleto de Bones McCann/Bibliotecario |              | |                                                            |                |                   |                           | |
| 48 | 22           | «Scooby-Doo y la genial escuela de la ciudad Cielo» «Scooby-Doo and the Sky Town Cool School!»                          | Billy Dee Williams                                         | Sean Bishop    | Michael Ryan      | 1 de octubre de 2021      | 28 de enero de 2022 (HBO Max) 16 de marzo de 2022 (Cartoon Network)                                          |
| Villano: Pterodactilo/Kathy Kavendish III |              | |                                                            |                |                   |                           | |
| 49 | 23           | «TBA» «Falling Star Man!»                                                                                               | Terry Bradshaw                                             | Sean Bishop    | Michael Ryan      | 1 de octubre de 2021      | 28 de enero de 2022 (HBO Max) 28 de marzo de 2022 (Cartoonito)                                               |
| Villano: Alien espacial/Investigador paranormal |              | |                                                            |                |                   |                           | |
| 50 | 24           | «TBA» «A Haunt of a Thousand Voices!»                                                                                   | Frank Welker, Grey DeLisle, Matthew Lillard y Kate Miccuci | Frank Paur     | Michael Ryan      | 1 de octubre de 2021      | 28 de enero de 2022 (HBO Max) 11 de abril de 2022 (Cartoonito)                                               |
| Villano: Fantasma del Capitán Cutler/Grey Griffin, Charlie el Robot/Frank Welker, El Fantasma de Barba Roja/Matthew Lillard y el Rastreador/Kate Micucci |              | |                                                            |                |                   |                           | |
| 51 | 25           | «TBA» «Scooby-Doo, Dog Wonder!»                                                                                         | Fabulman y Dinamita, el perro maravilla                    | Mike Milo      | Michael Ryan      | 1 de octubre de 2021      | 28 de enero de 2022 (HBO Max) 18 de abril de 2022 (Cartoonito)                                               |
| Villano: Monstruo de Medusa/Timothy Smallbottoms |              | |                                                            |                |                   |                           | |
| 52 | 26           | «Los monstruos de Cinelandia» «The Movieland Monsters!»                                                                 | Carol Burnett                                              | Kexx Singleton | Caroline Farah    | 1 de octubre de 2021      | 28 de enero de 2022 (HBO Max) 25 de abril de 2022 (Cartoonito)                                               |
| Villano: Monstruo Fantasma/Gemma |              | |                                                            |                |                   |                           | |